# 维多利亚·威廉姆森
维多利亚·"维姬"·威廉姆森（Victoria "Vicky" Williamson，1993年9月15日—），英国女子單車運動員。

## 簡歷
2013年，维多利亚·威廉姆森在白俄羅斯明斯克舉行的世界場地單車錦標賽中，和丽贝卡·詹姆斯合作贏得了團體爭先賽季軍。